# Baccaurea ramiflora
Baccaurea ramiflora är en emblikaväxtart som beskrevs av João de Loureiro. Baccaurea ramiflora ingår i släktet Baccaurea och familjen emblikaväxter. Inga underarter finns listade i Catalogue of Life.

## Bildgalleri

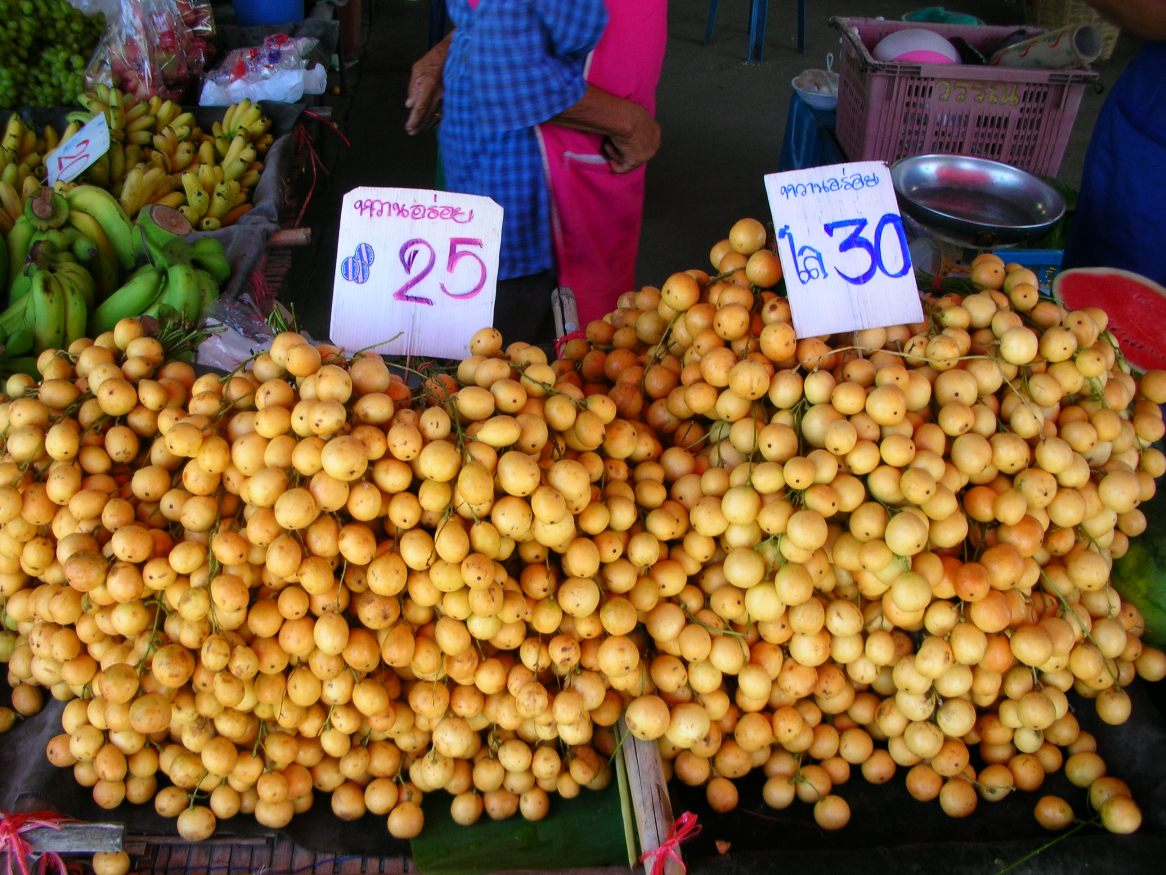
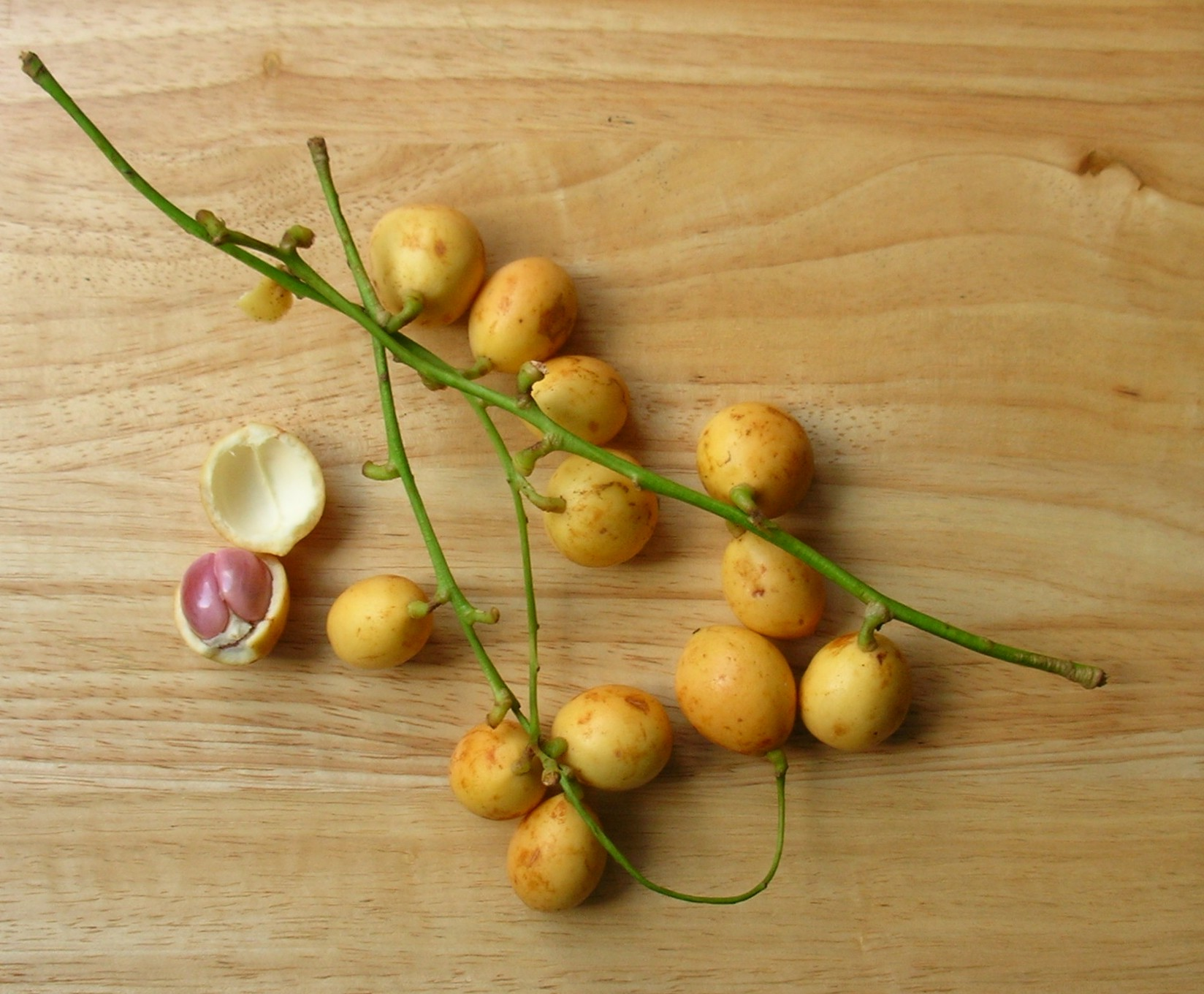